# サミュエル・ローズ
サミュエル・ローズ（英: Samuel Rhoads、1711年-1784年4月7日）は、18世紀アメリカのフィラデルフィアで建築家、指導的市民である。ペンシルベニア病院を設計し、フィラデルフィア・カーペンターズ法人のマスターとなった。

## 伝記
ローズは1711年にフィラデルフィア郡で、ジョンとハンナ・ウィルコックスのローズ夫妻の息子として生まれた。
ローズは1741年にフィラデルフィア市議会議員に選出されてその政歴を始めた。1761年、ペンシルベニア植民地議会議員に選ばれ2期を務めた。1770年代には市内に広がった革命的感情を共有し、1774年に第一次大陸会議の代議員となった。このときに同盟規約に署名した。同年にはフィラデルフィア市長に選出された。
ローズはベンジャミン・フランクリンと同僚かつ友人であり、植民地時代のフィラデルフィアにおける重要な機関の多くで中心人物になった。フィラデルフィア図書館法人の初期支配人、家屋火災保険のための基金制度設立時の支配人、アメリカ哲学協会の副会長を務めた。
ローズは南北戦争北軍の将軍ウィリアム・B・フランクリンの曽祖父である。